# Kanton Millau-Ouest
Kanton Millau-Ouest (francouzsky Canton de Millau-Ouest) byl francouzský kanton v departementu Aveyron v regionu Midi-Pyrénées. Skládal se z obcí. Zrušen byl po reformě kantonů 2014. 

## Obce kantonu
- Comprégnac
- Creissels
- Millau (západní část)
- Saint-Georges-de-Luzençon